# John Elway
John Elway (Port Angeles,Washington, 28 de junio de 1960) es un exjugador estadounidense de fútbol americano que destacó en la posición de quarterback. Es el único jugador de esta posición que ha participado en cinco Super Bowls como titular solo superado por Tom Brady que ha jugado diez. Ganó dos (1997 y 1998) donde fue designado como el Jugador Más Valioso (MVP).
En la lista de los 100 mejores jugadores de la historia de la NFL publicada el 4 de noviembre de 2010, Elway fue ubicado como el octavo mejor QB de todos los tiempos.
Actualmente es copropietario del equipo Colorado Crush de Denver, franquicia de la ahora desaparecida Arena Football League, un campeonato de fútbol americano de sala.

## Juventud
Hijo de Janet y Jack Elway, entrenador de fútbol americano universitario, John Elway siempre estuvo monitoreando la carrera de su padre. Jack fue entrenador en la Universidad de Montana y después de la Universidad Estatal de Washington. Jack se convirtió en entrenador en jefe de la Universidad de California, Los Ángeles en 1978 y la familia Elway se instaló en el Sur de California. John terminó sus dos últimos años de educación secundaria en la escuela Granada Hills High School. fue un jugador destacado én los equipos de la escuela tanto en el equipo de fútbol americano como en el de béisbol, se dio a notar para los reclutadores de diferentes universidades y recibió más de seis ofertas diferentes de becas. Finalmente escogió a Stanford donde estudió de 1979 a 1982.

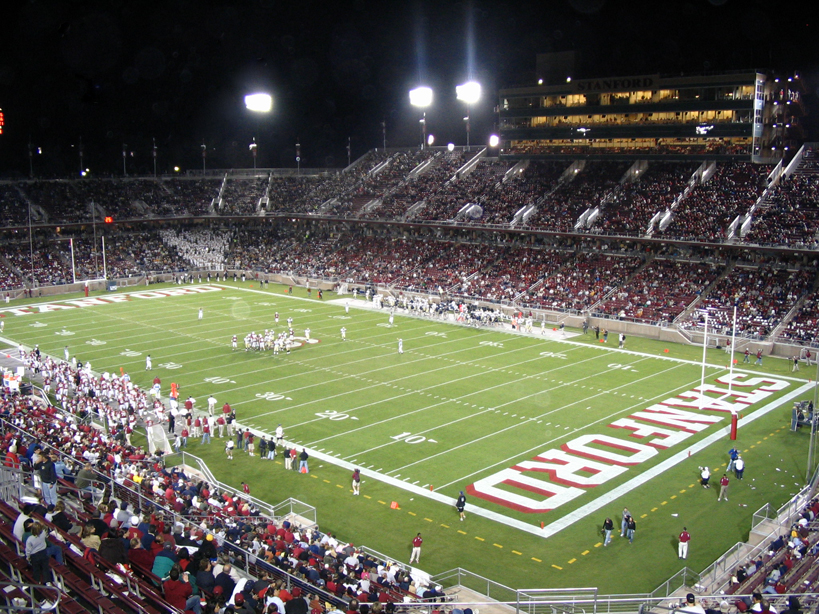
El estadio de los Stanford Cardinal donde jugó Elway.

En su último año académico, finalizó la temporada de béisbol con un porcentaje de bateo de 0,361, 9 home runs, 50 carreras impulsadas (RBI) y 4,51 de porcentaje de carreras limpias permitidas (ERA) en 49 partidos. Su último partido de fútbol americano en Stanford, en contra de la Universidad de California, es un partido memorable el cual terminó con una de las sequencias de jugadas más famosas de fútbol americano en esa universidad, ahora conocida como «The Play». Llevando la delantera en el marcador faltando cuatro segundos para terminar el partido, los California Golden Bears regresaron un kickoff, efectuaron cinco pases laterales, para anotar el touchdown de la victoria en medio de la supuesta celebración de la banda de los Stanford Cardinal, la cual había invadido el campo de juego creyendo que ya habían conseguido la victoria. En cuatro temporadas, Elway completó 774 pases para ganar 9.349 yardas y 77 touchdowns pero nunca pudo llevar a su equipo a un partido de Bowl.
A la par de su carrera deportiva, logró un diploma en economía.

### Selecciones de draft
Los New York Yankees de la Major League Baseball (MLB), le escogieron en la posición 52.ª en la segunda ronda del draft amateur de 1981 y jugó con el equipo de ligas menores de los Yankees en la primavera de 1982, teniendo un promedio de bateo de 0,317. Un año después, el fútbol americano fijó su atención en el y los Indianapolis Colts (llamados entonces Baltimore Colts) lo seleccionaron como la 1.ª selección global del draft de la NFL de 1983 Este draft es uno de los más prolíficos en la historia de la NFL: aparte de Elway, los quarterbacks Jim Kelly y Dan Marino así como el running back Eric Dickerson y el offensive tackle Bruce Matthews fueron jugadores seleccionados en la primera ronda de este draft y ahora son miembros del Salón de la Fama del Fútbol Americano Profesional. Elway es también parte junto con Terry Bradshaw y Troy Aikman, de los tres quarterbacks que han sido seleccionados en el primer lugar de un draft y que de allí en adelante han logrado llegar al Salón de la Fama.
Sin embargo Elway se negó a jugar con los Colts porque no habían logrado ganar ni un solo juego en la temporada regular de 1982, finalizando con ocho partidos perdidos y un juego empatado Amenazó que si se negaban a transferirlo, jugaría béisbol con los Yankees, declarando: "Hace tres meses les dije que no jugaría en Baltimore". Y en una conferencia de prensa comentó: "parece que ahora voy a jugar béisbol con los Yankees. Los Colts sabían que Elway tenía todas las oportunidades de ganar, pero permanecieron en su posición. Finalmente lo traspasaron el 2 de mayo de 1983 a los Denver Broncos por el quarterback Mark Herrmann, los derechos del OT Chris Hinton y una selección de primera ronda del draft de 1984, el OG Ron Solt. Los Broncos lo firmaron inmediatamente por seis años y 12,7 millones de dólares.

### Debut profesional

#### Temporada de 1983
Elway fue uno de los atletas más esperados de la historia de NFL. Antes de su llegada, dos periódicos locales, The Post y The Rocky Mountain, hasta llegaron a nombrar una sección cotidiana dentro de sus páginas llamada The Elway Watch. En su primer entrenamiento con los Broncos en el Mille High Stadium, cincuenta y tres periodistas y fotógrafos lo esperaban para escudriñar sus acciones y gestos. Pronto se hizo conocido bajo el sobrenombre de "The Duke of Denver", sobrenombre que conservó a lo largo de toda su carrera. Jugó su primer partido oficial con los Broncos el 5 de agosto contra los Seattle Seahawks. Ese partido de pretemporada fue jugado en el Mile High Stadium ante 53.887 espectadores que asistieron a la victoria de los Broncos por marcador de 10-7. Jugó sus dos primeros partidos de la temporada regular contra los Pittsburgh Steelers y los Colts, el mismo equipo con el que no quiso jugar. Esos dos partidos quedaron en la memoria de Elway como dos pesadillas, teniendo la impresión que sus adversarios, como el jugador de Pittsburgh Jack Lambert a quien vio jugar al Super Bowl unos años antes, intentaban matarlo (de hecho la primera captura que sufrió en su carrera fue a manos de Lambert). Lanzó su primer pase para touchdown a Rick Parros el 18 de septiembre de 1983, en el tercer partido de la temporada, partido perdido en contra de los Philadelphia Eagles por marcador de 10-13.
Al final de esta primera temporada, participó en once partidos, entre ellos diez como titular pero sus estadísticas fueron decepcionantes y fue comparado con las estadísticas de Dan Marino, seleccionado como él en la primera ronda del draft de 1983: Marino también jugó en once partidos, lanzando 20 pases para touchdowns contra solo 6 intercepciones, ya que Elway lanzó solamente 7 pases para touchdown (cinco de ellos en dos partidos) y catorce intercepciones. Marino completó el 58,4% de sus intentos de pase para conseguir 2.210 yardas en contra de solo el 47,5% para 1.663 yardas de Elway.
Elway comenzó a escribir su leyenda el 11 de diciembre de 1983 durante un partido contra los Colts en el que los Broncos perdían por marcador de 0-19 faltando pocos minutos para terminar el cuarto cuarto; lanzó tres touchdowns, el último de 26 yardas a 44 segundos del final del partido para ganar por marcador de 21-19. Este regreso en el cuarto fue el comienzo de una serie de cuarenta y siete regresos similares que logró convertir en su "marca de fábrica" a lo largo de su carrera.

#### Temporada de 1984
Al comienzo de la temporada de 1984, Elway fue nombrado como el quarterback titular de los Broncos. Pero algunos, criticando su desempeño en la temporada anterior, dudaron de su potencial. El periodista Michael Knisley de la revista The Sporting News, escribió: "¿Los Broncos dieron por él a Chris Hinton, Mark Herrmann y una selección de primera ronda de draft? ¿Por alguien que solo completó el 47,5% de sus pases? ¿Por alguien que lanzó dos veces más intercepciones que touchdowns? ¿Cuál es el rendimiento de esa inversión?.
Sin embargo fue tranquilizante para los aficionados de los Broncos ver a Elway conducir a su equipo a una marca al finalizar esa temporada de 13 victorias y 3 derrotas (las 12 victorias y 2 derrotas de Elway como quarterback titular es la mejor marca de un quarterback en toda la historia de la franquicia de los Broncos desde su creación en 1960) y terminar como Campeones de la División Oeste de la American Football Conference. El primer partido de playoffs de la carrera deportiva de Elway al frente de su equipo fue en contra de los Pittsburgh Steelers en el Mile High Stadium, jugando como equipo local debido a su mejor clasificación en la temporada regular. Después de un buen comienzo donde Elway lanzó un pase de touchdown para James Wright para poner al frente del marcador a Denver por 7-0, los Broncos se encontraron perdiendo el partido por 7-10 al medio tiempo. Al inicio del tercer cuarto Rich Karlis logró igualar el marcador con un gol de campo (10-10). Un nuevo pase de touchdown de Elway les devolvió la ventaja, pero los Steelers volvieron a empatar el partido (17-17). Faltando solamente 2 minutos y 45 segundos para finalizar el partido Denver tuvo la posesión del balón, pero Elway lanzó un pase que fue interceptado y devuelto por el safety Eric Williams hasta la yarda 2 del campo defendido por Denver. Está jugada terminó en el touchdown decisivo, ya que los Broncos no fueron capaces de igualar el marcador en el poco tiempo que restaba.
Elway terminó esa temporada con 214 pases completos de los 380 que intentó para ganar 2.598 yardas por aire, 18 touchdowns y 15 intecepciones, completando el 56,3% de sus pases para tener una eficiencia de pase de 76,8. Con 234 yardas por acarreos, también concluyó la temporada como el tercer mejor corredor su equipo. Pero estas estadísticas no lograron silenciar a los críticos ya que fueron comparadas de nuevo con las de Marino, quien tuvo una temporada excepcional finalizando al frente de todas las estadísticas importantes para un quarterback (5.084 yardas por pase, 48 touchdowns y una eficiencia de 108,9).

#### Temporada de 1985
Después de esa gran temporada y la desilusión en los playoffs, las esperanzas fueron grandes para la temporada de 1985. Elway demostró en el transcurso de la temporada que él era el hombre de los regresos en los finales de partido. En primer lugar el 11 de noviembre, en un partido contra los San Francisco 49ers, vencedores del Super Bowl más reciente. Ese partido quedó marcado por un incidente en particular: el kicker de los 49ers, Ray Wersching, intentó un gol de campo de 19 yardas cuando una bola de nieve fue lanzada desde las tribunas hacia el campo de juego, distrayendo al holder Matt Cavanaugh. Este último, al perder el control del balón intentó lanzar un pase que terminó siendo incompleto. Con el marcador 14-16 en el cuarto cuarto, los Broncos fueron guiados por Elway para ganar 63 yardas en 9 jugadas para llevar a Karlis a una buena posición y lograr un gol de campo. Los Broncos ganaron por 17-16.< Seis días más tarde, esta vez contra los San Diego Chargers, fue una serie ofensiva de 7 jugadas y 43 yardas ganadas que terminaron en un gol de campo faltando solo cinco segundos del final del juego para igualar a 24-24. Durante la prórroga, los Broncos ganaron el partido por un touchdown anotado por el equipo defensivo. La temporada concluyó con un balance de 11 victorias y 5 derrotas, un balane positivo que normalmente garantizaría un lugar en los playoffs, pero, por primera vez desde la fusión de la NFL en 1970, eso no fue suficiente. En efecto, tres equipos terminaron con ese mismo balance de victorias y derrotas: los Broncos, los New York Jets y los New England Patriots. Los Jets calificaron por los mejores resultados que tuvieron dentro de su conferencia (9-3, contra los 8-4 de los Broncos y los Patriots). Los Patriots ganaron el segundo puesto como Wild Card de la Conferencia gracias a sus mejores resultados frente a los adversarios comunes (4-2 contra 3-3). Elway concluyó la temporada con excelentes estadísticas: 327 pases completos (segunda mejor marca de la liga) de 607 pases intentados (1.er lugar de la liga), 22 touchdowns (séptima mejor marca de la liga) y 3.891 yardas ganadas por pase, solo detrás de Marino y sus 4.137 yardas. Fue también la primera vez que superó las 3.000 yardas por pase, y las 200 yardas por acarreos.

## Estadísticas en la NFL
En 234 partidos de temporada regular, Elway lanzó 300 pases de touchdown, anotó 33 en acarreos y anotó uno como receptor. En los 22 partidos de play-offs en los que participó, lanzó 27 pases de touchdown y anotó seis más en acarreos por tierra, cuatro de ellos en cuatro Super Bowls diferentes.
Las tablas siguientes resumen las estadísticas completas de Elway durante su carrera:

### Temporada regular
| 1983                  | 259     | 123     | 1663      | 7      | 14  | 54,9 | 28  | 146  | 5,2 | 1  | - | -  | -    | - |
| 1984                  | 380     | 214     | 2.598     | 18     | 15  | 76,8 | 56  | 237  | 4,2 | 1  | - | -  | -    | - |
| 1985                  | 605     | 327     | 3.891     | 22     | 23  | 70,2 | 51  | 253  | 5,0 | 0  | - | -  | -    | - |
| 1986                  | 504     | 280     | 3485      | 19     | 13  | 79,0 | 52  | 257  | 4,9 | 1  | 1 | 23 | 23   | 1 |
| 1987                  | 410     | 224     | 3.198     | 19     | 12  | 83,4 | 66  | 304  | 4,6 | 4  | - | -  | -    | - |
| 1988                  | 496     | 274     | 3.309     | 17     | 19  | 71,4 | 54  | 234  | 4,3 | 1  | - | -  | -    | - |
| 1989                  | 416     | 223     | 3.051     | 18     | 18  | 73,7 | 48  | 244  | 5,1 | 3  | - | -  | -    | - |
| 1990                  | 502     | 294     | 3.526     | 15     | 14  | 78,5 | 50  | 258  | 5,2 | 3  | - | -  | -    | - |
| 1991                  | 451     | 242     | 3.253     | 13     | 12  | 75,4 | 55  | 255  | 4,6 | 6  | 1 | 24 | 24   | 0 |
| 1992                  | 316     | 174     | 2.242     | 10     | 17  | 65,7 | 34  | 94   | 2,8 | 2  | - | -  | -    | - |
| 1993                  | 551     | 348     | 4.030     | 25     | 10  | 92,8 | 44  | 153  | 3,5 | 0  | - | -  | -    | - |
| 1994                  | 494     | 307     | 3.490     | 16     | 10  | 85,7 | 58  | 235  | 4,1 | 4  | - | -  | -    | - |
| 1995                  | 542     | 316     | 3.970     | 26     | 14  | 86,4 | 41  | 176  | 4,3 | 1  | - | -  | -    | - |
| 1996                  | 466     | 287     | 3.328     | 26     | 14  | 89,2 | 50  | 249  | 5,0 | 4  | - | -  | -    | - |
| 1997                  | 502     | 280     | 3.635     | 27     | 11  | 87,5 | 50  | 218  | 4,4 | 1  | - | -  | -    | - |
| 1998                  | 356     | 210     | 2.806     | 22     | 10  | 93,0 | 37  | 94   | 2,5 | 1  | 1 | 14 | 14   | 0 |
| Totales Clasificación | 7250 3º | 4123 3º | 51 475 3º | 300 4º | 226 | 79,9 | 774 | 3407 | 4,4 | 33 | 3 | 61 | 20,3 | 1 |

### Playoffs
| 1983    | 15  | 10  | 123  | 0  | 1  | 3  | 16  | 5,3 | 0 | - | -  | -  | - |
| 1984    | 37  | 19  | 184  | 2  | 2  | 4  | 16  | 4,0 | 0 | - | -  | -  | - |
| 1986    | 107 | 57  | 805  | 3  | 4  | 15 | 101 | 6,7 | 2 | - | -  | -  | - |
| 1987    | 89  | 42  | 797  | 6  | 5  | 18 | 76  | 4,2 | 1 | - | -  | -  | - |
| 1989    | 82  | 42  | 732  | 4  | 3  | 16 | 91  | 5,7 | 1 | 1 | 23 | 23 | 0 |
| 1991    | 54  | 30  | 378  | 1  | 2  | 10 | 49  | 4,9 | 0 | - | -  | -  | - |
| 1993    | 47  | 29  | 302  | 3  | 1  | 5  | 23  | 4,6 | 0 | - | -  | -  | - |
| 1996    | 38  | 25  | 226  | 2  | 0  | 5  | 30  | 6,0 | 0 | - | -  | -  | - |
| 1997    | 96  | 56  | 726  | 3  | 2  | 9  | 25  | 2,8 | 1 | - | -  | -  | - |
| 1998    | 86  | 45  | 691  | 3  | 1  | 9  | 34  | 3,8 | 1 | - | -  | -  | - |
| Totales | 651 | 355 | 4964 | 27 | 21 | 94 | 461 | 4,9 | 6 | 1 | 23 | 23 | 0 |

## Premios y marcas
Además de los dos Superbowls ganados con Denver, John Elway ganó también los siguientes premios a título individual.

### Premios
- 1987: NFL MVP
- 1992: Premio Walter Payton al Hombre del Año.[32]
- 1998: MVP del Super Bowl XXXIII.

### Honores
- Pro Bowl: 1987, 1988, 1990, 1992, 1994, 1995, 1997, 1998, 1999
- All-Pro: 1986, 1987, 1993, 1996, 1997

### Marcas
Durante sus 16 años como profesional, John Elway estableció o superó numerosas marcas dentro de la NFL, siendo muchas de ellas también marcas de la franquicia de Denver. En particular Elway ha sido el único quarterback que ha conseguido lanzar para más de 3.000 yardas y conseguido correr para más de 200 yardas por temporada durante siete temporadas consecutivas, el único quarterback que logró anotar cuatro touchdowns por tierra en Super Bowls, el segundo jugador en la historia de la NFL que ha logrado anotar un touchdown durante un Super Bowl (después del running back Thurman Thomas) y el único quarterback en participar en cinco Super Bowls. Las siguientes tablas incorporan algunas de las estadísticas donde resaltó de manera particular y su lugar en la clasificación hasta la fecha de su retiro en 1998.

#### NFL
| Récord                                                       | Cantidad | Clasificación | Poseedor de la actual marca |
| ------------------------------------------------------------ | -------- | ------------- | --------------------------- |
| Regresos en el cuarto cuarto para ganar o empatar un partido | 47       | 1º            | -                           |
| Capturas en contra                                           | 516      | 1º            | --                          |
| Intercepciones en Super Bowls                                | 8        | 1º            |                             |
| Victorias                                                    | 148      | 1º            | --                          |
| Acarreos de un quarterback                                   | 774      | 1º            | --                          |
| Selecciones al Pro Bowl para un quarterback                  | 9        | 3º            | Brett Favre (11)            |
| Yardas ganadas en Super Bowls                                | 1.142    | 2º            | Joe Montana (1.142)         |
| Yardas ganadas por pase de por vida                          | 51.475   | 3º            | Brett Favre (61.655)        |
| Pases intentados                                             | 7.250    | 3º            | Brett Favre (8.758)         |
| Pases completos                                              | 4.123    | 3º            | Brett Favre (5.377)         |
| Temporadas con más de 3.000 yardas por pase                  | 12       | 3º            | Brett Favre (16)            |
| Pases de touchdown                                           | 300      | 3º            | Brett Favre (442)           |
| Pases completos en Super Bowls                               | 76       | 3º            | Joe Montana (83)            |
| Yardas ganadas por acarreos por un quarterback               | 3.417    | 4º            | Randall Cunningham (4.741)  |

#### Denver Broncos
| Récord                                                       | Cantidad | Comentario                                             |
| ------------------------------------------------------------ | -------- | ------------------------------------------------------ |
| Yardas ganadas                                               | 54.882   | 51.475 por pase y 3.407 por acarreos                   |
| Touchdowns                                                   | 334      | 300 por pase, 33 por acarreos, 1 por recepción de pase |
| Porcentaje de victorias                                      | 64,3 %   | 148 victorias, 82 derrotas y un partido empatado       |
| Porcentaje de pases completos en una temporada               | 63,2 %   | 1983                                                   |
| Pases completos                                              | 4.123    | --                                                     |
| Pases intentados                                             | 7.250    | --                                                     |
| Yardas ganadas por pase                                      | 51.475   | --                                                     |
| Yardas ganadas por pase en una temporada                     | 4.030    | 1993                                                   |
| Touchdowns por pase                                          | 300      | --                                                     |
| Touchdowns por pase en una temporada                         | 27       | 1997                                                   |
| Partidos consecutivos con por lo menos un touchdown por pase | 15       | 1995 - 1996                                            |
| Eficiencia de pase en una temporada                          | 93,3 %   | 1998                                                   |